# Pirascca
Pirascca is een geslacht van vlinders uit de familie van de prachtvlinders (Riodinidae), onderfamilie Riodininae.
Pirascca werd in 1996 voor het eerst wetenschappelijk beschreven door Hall & Willmott.

## Soorten
Pirascca omvat de volgende soorten:
- Pirascca apolecta (Bates, H, 1868)
- Pirascca arbuscula (Möschler, 1883)
- Pirascca crocostigma (Bates, H, 1868)
- Pirascca iasis (Godman, 1903)
- Pirascca interrupta (Lathy, 1932)
- Pirascca patriciae Hall, J & Willmott, 2007
- Pirascca phoenicura (Godman & Salvin, 1886)
- Pirascca pluto (Stichel, 1911)
- Pirascca polemistes Hall, J & Willmott, 1996
- Pirascca pujarnii Jauffret, P & Martins, 2006
- Pirascca sagaris (Cramer, 1775)
- Pirascca sticheli (Lathy, 1932)
- Pirascca suapure (Weeks, 1906)
- Pirascca tyriotes (Godman & Salvin, 1878)